# Bierkit

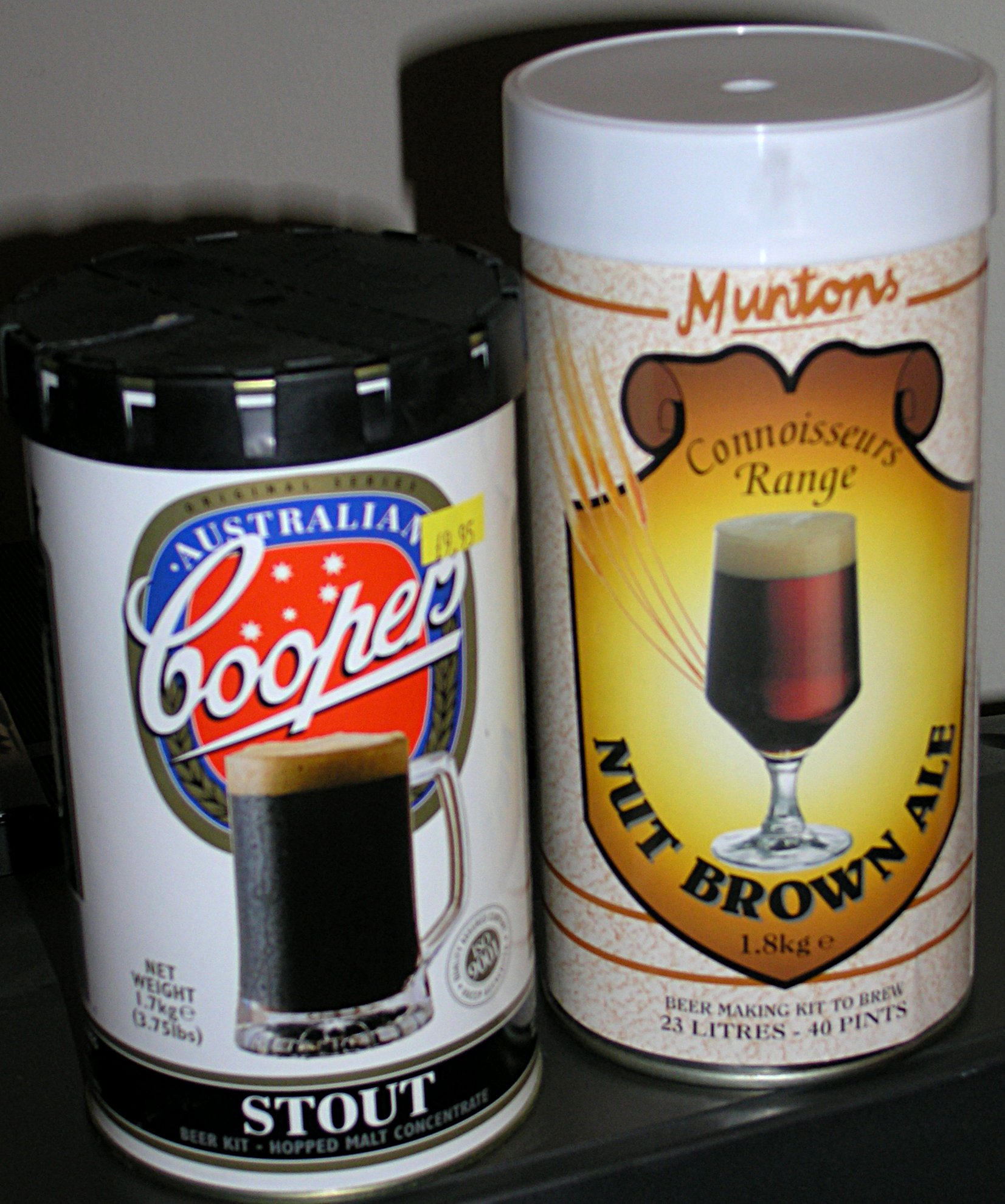
Bierkits aus Australien und England

Ein Bierkit ist ein Zubehör für den Hobbybrauer, um den Brauvorgang im Vergleich zum klassischen Brauverfahren zu vereinfachen. Insbesondere ist der aufwendige Prozess des Kochens von Würze nicht notwendig, durch die Verwendung fertigen industriell hergestellten Extrakts.

## Bestandteile
Üblicherweise besteht ein Bierkit aus dem Braubehälter, einer Dose mit Bierwürze-Mischung bestehend aus Hopfen-Malz-Extrakt, ergänzt um eine Gebrauchsportion Trockenhefe sowie einer Brauanleitung mit verschiedensten Rezepten. Der Extrakt ist zäh und hat in etwa die Konsistenz von Honig oder Melasse. Bierkits können in England, Australien, Skandinavien oder Neuseeland in jedem Supermarkt gekauft werden.
In Deutschland werden Bierkits in großer Auswahl von Heimbrau-Händlern im Internet angeboten.

## Brauvorgang
Der Brauvorgang variiert leicht unter den verschiedenen Braukits, doch das Prinzip ist immer dasselbe. Der Extrakt wird mit wenig heißem Wasser angerührt, je nach Rezeptur wird noch Zucker oder Hopfen zugegeben. Aus einer Dose von 1,8 l Extrakt können ca. 20 l Bier hergestellt werden. Nach dem Auffüllen mit kaltem Wasser wird die Hefe zugegeben. Trockenbackhefe erfüllt übrigens den gleichen Zweck.
Der Sud gärt nun ca. 1,5 Wochen und kann dann auf Flaschen abgefüllt werden. Am besten geeignet sind Bügelflaschen, in die vorher ein wenig Zucker gegeben wird, um die Flaschengärung zu unterstützen. In vielen Bierkits sind aber auch Kronkorken enthalten, um auch normale Glasflaschen mit einem entsprechenden Gerät zu verschließen. Nach einer Reifezeit von 6 bis 8 Wochen ist das Bier trinkfertig. Im Internet existieren noch ausführlichere Anleitungen.